# Canal (limnologie)
Pour les articles homonymes, voir Canal.
Une grande variété de rivières et cours d'eau existent en limnologie, la science des eaux continentales, coulant dans un grand nombre de canaux (ou « canal naturel », en anglais : channel). Ils peuvent se répartir en deux groupes selon la pente hydraulique (water-flow gradient): canaux à faible pente hydraulique (low gradient channels) pour les cours d'eau avec une pente hydraulique inférieure à 2%, ou des canaux à forte pente hydraulique (high gradient channels) pour ceux avec une pente hydraulique supérieure à 2%.

## Canaux à faible pente
Les canaux à faible pente des rivières et des ruisseaux peuvent être divisés en cours d'eau en tresses (en anglais : Braided river), rivières vagabondes (wandering rivers), rivières sinueuses à un seul fil (méandres) et rivières anastomosées. Le type de canal développé dépend de la pente du cours d'eau, de la végétation riparienne et de l'approvisionnement en sédiments. Les cours d'eau en tresses ont tendance à se produire sur des pentes plus abruptes où il y a une grande quantité de sédiments pour les barres d'anastomoses, tandis que les canaux sinueux à fil unique se produisent là où il y a un apport de sédiments plus faible pour des barres ponctuelles. Les canaux anastomosés sont en chapelet, mais sont beaucoup plus stables que les canaux en tresse, ils ont généralement des berges d'argile et de limon épais, et se produisent à des pentes inférieurs du lit du cours d'eau. Les rivières vagabondes se situent entre les ruisseaux sinueux à fil unique et les rivières en tresse à lit de gravier à plusieurs canaux relativement stables.

## Canaux à forte pente
Les canaux à forte pente des rivières et des ruisseaux ont été divisés en morphologies d'unités de radiers-mouilles (qui peuvent couvrir toutes les morphologies de canaux à faible pente discutées ci-dessus), de lits rapides/plats, de seuil-mouille et  cascade.
- Les canaux de séquence radier-mouille (en) sont composés de mouilles migratrices et de seuils transversaux appelées radier (riffle (en)) et se produisent sur des pentes inférieurs à 1 à 2 pour cent.
- Les rapides sont privés de mouilles distinctes et des seuils, mais ont souvent des stone cells or clusters et se produisent sur des pentes de l'ordre de 1 à 5 pour cent, et sont d'eau vive.
- La succession seuil-mouille (Step-pools) est composées de canaux enjambant des mouilles et de marches de blocs/galets (boulder/cobble) qui provoquent un écoulement hypocritique dans la mouille et un écoulement supercritique dans les seuils. Ils se produisent dans des pentes de l'ordre de 5 à 20%.
- Les unités en cascade existent à des pentes plus abruptes (environ supérieures à 10 à 15 pour cent) où le canal est dominé par des blocs et des galets et où les mouilles enjambées par le canal n'existent pas. Les pocket pools sont courants. Dans les quatre types de canaux, les billes charriées dans la rivière (Large woody debris) peuvent fortement influencer le type de canal.